# Heinrich Witte (Bürgermeister)
Heinrich Witte († 1523 in Lübeck) war ein Bürgermeister der Hansestadt Lübeck.

## Leben
Heinrich Witte wurde 1496 in den Rat der Stadt Lübeck erwählt. 1497 begleitete er den Ratsherrn Tideman Berck auf einer Gesandtschaft nach Livland, die das Ziel hatte, den Kaufmannshof der Hanse in Narva wieder zu eröffnen. 1498 vertrat er Lübeck auf dem Hansetag in Bremen. 1503 war er an den Lübecker Verhandlungen mit dem dänischen König in Segeberg und Lübeck beteiligt. Auch an den Lübecker Hansetagen der Jahre 1506, 1507 und 1511 nahm er als Vertreter des Rates teil. In der Zeit von 1508 bis 1511 war Witte Kämmereiherr der Stadt. Im Jahr 1513 wurde er zu einem der Lübecker Bürgermeister bestimmt und 1514 verhandelte er für den Rat mit den Bergenfahrern. 1517 vertrat er gemeinsam mit dem Bürgermeister Thomas von Wickede die Interessen Lübecks auf dem Tag der Wendischen Städte in Stralsund. Ende 1520 zog er sich aus dem aktiven Politikgeschehen zurück.
Seine Tochter Anna heiratete den Lübecker Bürgermeister Hermann Plönnies.